# Cao Yuan
Cao Yuan (født 7. februar 1995) er en kinesisk udspringer, som har specialiseret sig i synkroniseret udspringer. Han repræsenterede sit land ved sommer-OL 2012 i London, hvor han vandt guld.
Han vandt guld under sommer-OL 2016.
Under sommer-OL 2020 i Tokyo, som blev afholdt i 2021, tog han guld på 10 meter og tog sølv på 10 meter synkron.